# Kiebitze (Unterfamilie)

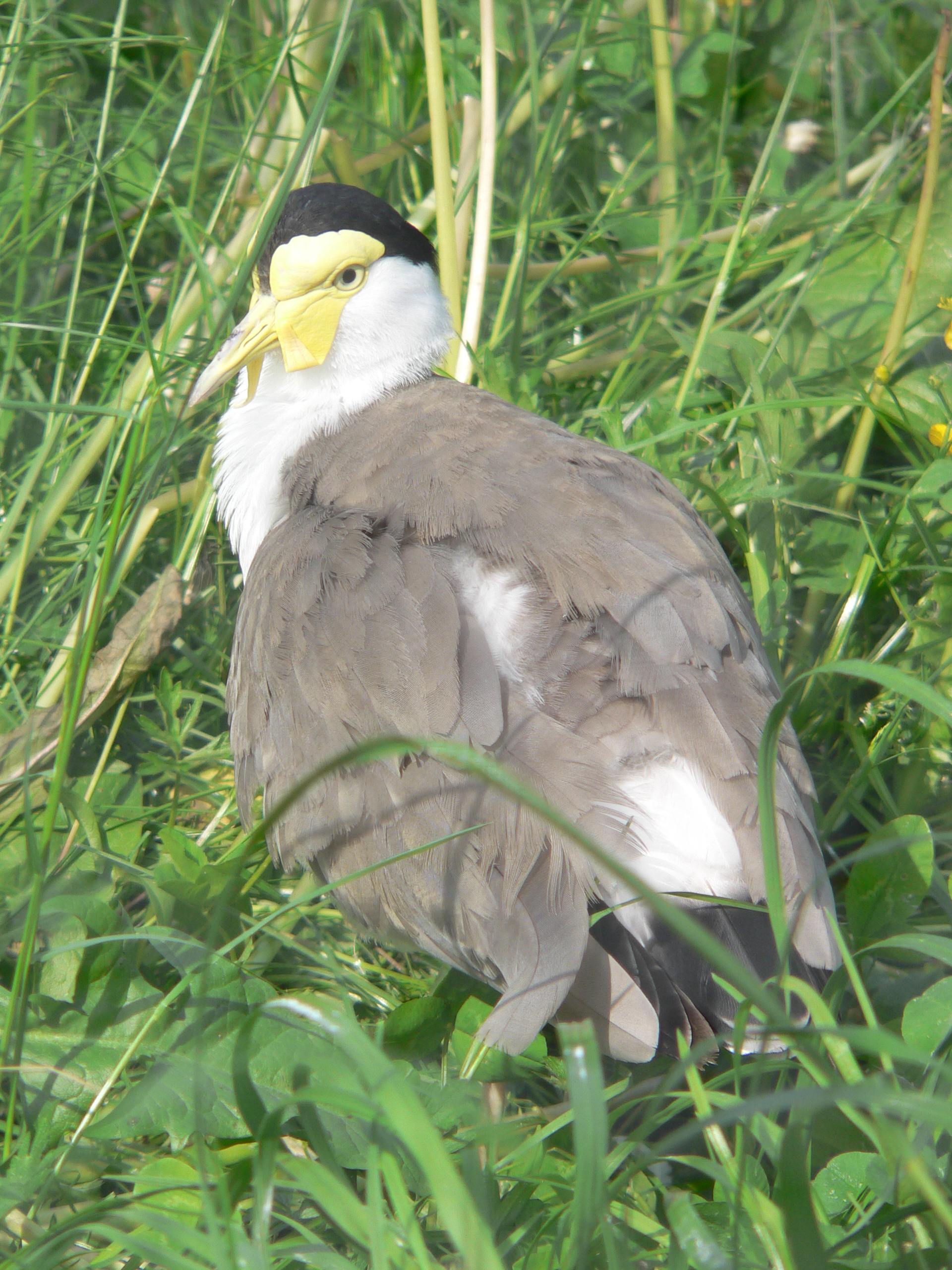
Maskenkiebitz (Vanellus miles)

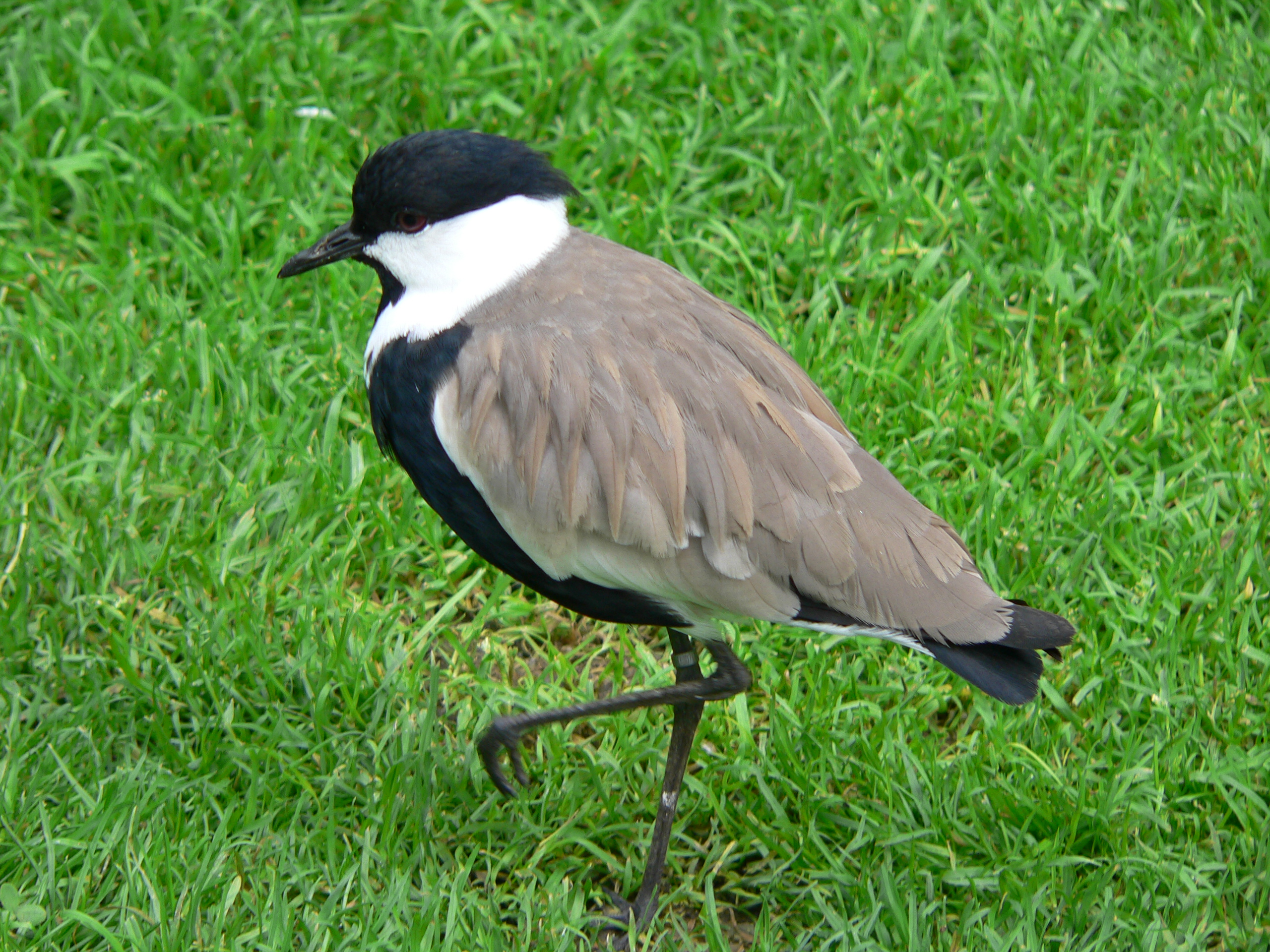
Spornkiebitz (Vanellus spinosus)

Die Kiebitze sind eine Unterfamilie der Regenpfeifer (Charadriidae) innerhalb der Ordnung der Regenpfeiferartigen (Charadriiformes).

## Erscheinungsbild
Vertreter dieser Unterfamilie sind große und recht auffällige Watvögel. Viele Arten haben Federhauben wie beispielsweise der auch in Mitteleuropa brütende Kiebitz, manche haben bunte Gesichtsanhänge wie beispielsweise der Maskenkiebitz.
Typisch für Kiebitzes sind schwarze Handschwingen. Bei vielen Arten zieht sich eine breite, weiße Binde diagonal über den Flügel. Bis auf den Weißschwanzkiebitz sind auch die Schwänze bei den Vertretern dieser Unterfamilie auffallend schwarz-weiß gefärbt. Viele Arten haben außerdem gerundete und breite Flügel.

## Verbreitung und Artenanzahl
Kiebitze kommen mit Ausnahme von Nordamerika und den Pazifischen Inseln fast weltweit vor. Insgesamt werden 24 Arten beschrieben. In der westlichen Paläarktis brüten sechs Arten. In Mitteleuropa brütet nur eine Art, nämlich der Kiebitz. Eine weitere Art, der Spornkiebitz ist gelegentlich in Südosteuropa zu beobachten. Er ist jedoch ein typischer und häufiger Vogel der Fauna Vorderasiens.

## Lebensraum
Kiebitze halten sich bevorzugt in offenem Gelände auf. Sie leben häufig am Rande von Seen, Flüssen und Sumpfgebieten. Sie sind allerdings auch auf Kulturland wie beispielsweise Wiesen und Äckern zu finden. Gelegentlich kann man sie in großen Schwärmen beobachten.

## Systematik
Die Unterfamilie umfasst fünf Gattungen und ca. 27 Arten.
- Anarhynchus – 1 Art
  - Schiefschnabel (Anarhynchus frontalis)
- Erythrogonys – 1 Art
  - Schwarzbrust-Regenpfeifer (Erythrogonys cinctus)
- Hoploxypterus – 1 Art
  - Cayennekiebitz (Hoploxypterus cayanus)
- Peltohyas – 1 Art
  - Gürtelregenpfeifer (Peltohyas australis)
- Kiebitze (Vanellus) – 23 Arten

In dieser Zusammensetzung sind die Kiebitze eine polyphyletische Gruppe. Enger verwandt sind lediglich die Gattungen Vanellus und Hoploxypterus.